# Église Saint-Pierre de Mauves-sur-Huisne
Pour les articles homonymes, voir Église Saint-Pierre.
L'église Saint-Pierre est une église catholique située à Mauves-sur-Huisne, en France.

## Localisation
L'église est située dans le département français de l'Orne, sur la commune de Mauves-sur-Huisne.

## Historique
L'édifice est inscrit au titre des monuments historiques en 1975.